# 庫克倫角
62°34′23″S 60°34′34″W / 62.57306°S 60.57611°W

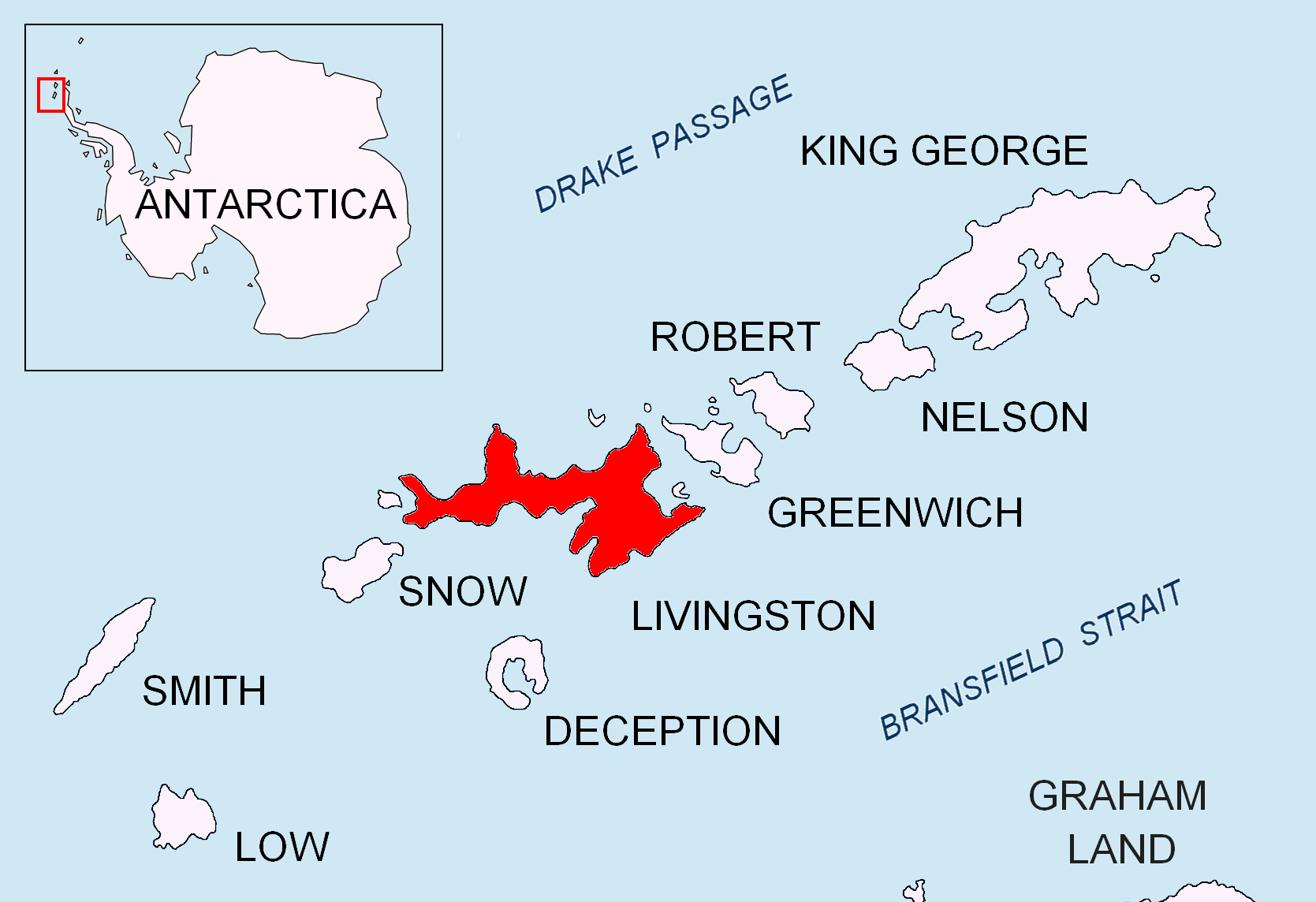

庫克倫角是南極洲的海岬，位於南設得蘭群島的利文斯頓島，處於阿維特海爾角東南面2.13公里和盧科維特角以西5.6公里，以保加利亞南部庫克倫命名。

## 外部連結
- SCAR Composite Antarctic Gazetteer